# 蛇口风波

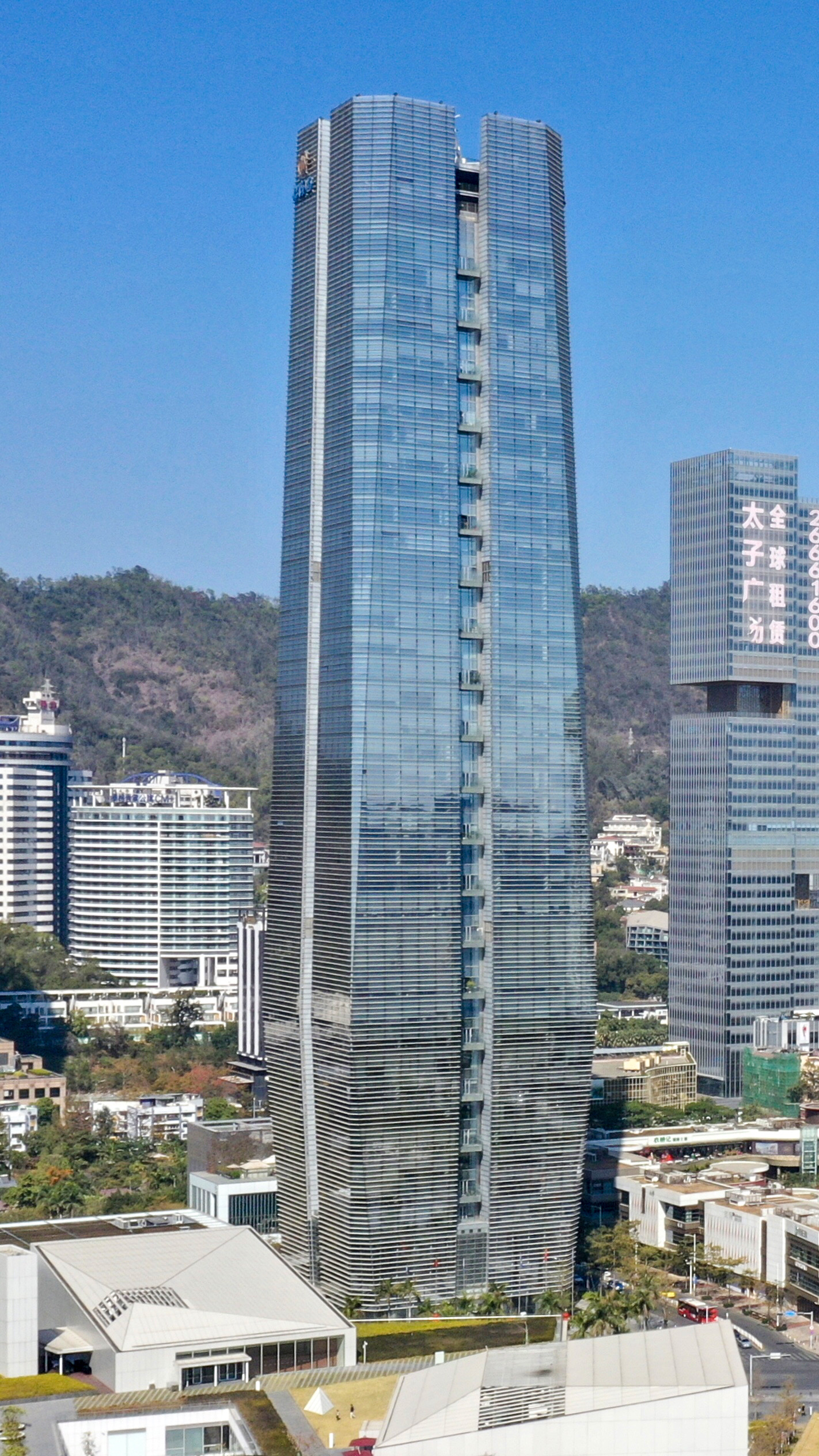
现深圳蛇口招商局广场

「蛇口风波」，是指中国大陆改革开放时期1988年1月13日晚，在深圳市蛇口招商大厦9层举行的一场“青年教育专家与蛇口青年座谈会”，蛇口青年与中国青年思想教育研究中心的三位巡回全国的专家李燕杰、曲啸、彭清一展开了激烈论战，通过媒体传播，在全国掀起了一场有关新时期青年思想工作的大讨论，海外媒体纷纷予以报道和评论，讨论的实质甚至触及意识形态改革层面。

## 事件过程
1988年1月13日晚，在蛇口招商大厦举行了“青年教育专家与蛇口青年座谈会”。会上，蛇口青年就人生价值观念等问题，与中国青年思想教育研究中心的专家李燕杰、曲啸、彭清一展开了激烈论战。
- 专家：“淘金者”来深圳的目的，就是为了在别人创造的财富中捞一把，特区不欢迎这样的淘金者。
- 蛇口青年：“淘金者”赚钱，没有触犯法律，无所谓过错，客观上也为蛇口建设出了力，“淘金者”并没有什么不好。

- 专家：“有许多个体户把收入的很大部分献给了国家，办了公益事业”，这种精神与做法应大力提倡。
- 蛇口青年：个体户在赚钱的同时，已经为国家作了贡献。个体户只有理直气壮地将劳动所得揣入腰包，才能使更多的人相信党的政策的连续性和稳定性。

- 专家：……
- 蛇口青年：对祖国爱的表达，应当实事求是，而不应当讲虚的、假的、空头的。“我们用自己的劳动表达对祖国的爱。我们自己劳动了，劳动成果自己享受。”

- 专家：我们国土上跑着那么多外国车，看着难受。
- 蛇口青年：在目前开放的主题下，在全球经济、贸易逐渐趋于一体的形势下，没有一些外国的东西倒是落后的表现。[3]

1月14日，座谈会第二天，李燕杰任所长的北京师范学院青年教育研究所出了一份材料，给人形成了蛇口青年已经上“邪路”的印象。
2月1日，《蛇口通讯报》以《蛇口：陈腐说教与现代意识的一次激烈交锋》为题对这次座谈会作了报道，随后又连发数篇文章，批评李燕杰、曲啸、彭清一三名报告者思想意识僵化。
2月12日，《羊城晚报》报道了此事，“蛇口风波”的影响开始由南及北。
8月6日，《人民日报》发表7000字长文《“蛇口风波”答问录》，并就此开辟专栏展开议论。

## 后续
1531件信稿从全国各地甚至世界各地涌到人民日报社，只有17.4%倾向或赞同李燕杰、曲啸、彭清一三位专家观点。
8月中旬到11月中旬，全国几百家报刊纷纷就此发表文章，其中的绝大多数都指出思想政治工作必须改进。